# Muelle de las Almas
El Muelle del Alma, más conocido como Muelle de las Almas, es una escultura chilena construida el año 2005 por el artista Marcelo Orellana Rivera, localizada al sur del poblado de Cucao en la comuna de Chonchi, archipiélago de Chiloé. Está emplazada en una propiedad privada situada al sur de la punta Pirulil, lugar que sirve de paso al otro mundo para las almas de los muertos según las versiones modernas de la leyenda chilota de las ánimas de Cucao.

## Descripción
La escultura se sitúa en la costa occidental de la Isla Grande de Chiloé en punta Pirulil, en el extremo sur de la bahía de Cucao, a 10,4 kilómetros al sur de la aldea del mismo nombre y cerca de la localidad de Rahue. Fue elaborada por Orellana como proyecto de tesis y financiada gracias a un Fondart. El proyecto también contó con el apoyo de la Municipalidad de Chonchi y el parque nacional Chiloé, ubicado en las inmediaciones de la obra.
Elaborado con maderas naturales, el muelle está inspirado en la mitología chilota de las ánimas de Cucao, almas de personas fallecidas que llegan hasta Pirulil para, con desesperación y congoja, solicitar al balsero Tempilcahue, que las lleve a un lugar de descanso. La escultura está proyectada en forma ascendente, «invocando al más allá».

## Acceso
Se puede llegar a pie o en vehículo desde Cucao, siguiendo la ruta W-848 que conduce a Rahue. A poco andar, está una caseta señalizada con el nombre «Muelle de las Almas», en la que se paga la entrada de diez mil pesos por persona.
Tras recorrer 8 km, un estacionamiento privado marca el punto de partida de una servidumbre de tránsito de 2 km que conduce al muelle.

## Popularidad
La obra ha sido destacada en múltiples medios de comunicación, nacionales e internacionales, como un destino obligado para quienes visitan Chiloé. En Chile ha aparecido en programas como Chile conectado de TVN, y en el diario El Mercurio, mientras que en el extranjero ha sido destacada por medios como Clarín, Página/12, ABC, y por revistas especializadas como Condé Nast Traveler y National Geographic.
En 2018 Tripadvisor lo consideró el 5° principal atractivo turístico de toda la Isla Grande de Chiloé.